# Callinectes diacanthus
Callinectes diacanthus is een krabbensoort uit de familie van de Portunidae.